# David Inshaw
David Inshaw (né le 21 mars 1943 à Wednesfield, Staffordshire, Angleterre) est un artiste britannique qui a attiré l’attention du public en 1973 lorsque sa peinture The Badminton Game (en) a été exposée à l’exposition ICA Summer Studio à Londres. Le tableau a ensuite été acquis par la galerie Tate, et est l’un des nombreux tableaux des années 1970 qui lui ont valu une reconnaissance critique et un large public, comme Le Corbeau, Nos jours ont été une joie et nos chemins à travers les fleurs, Elle n’a pas tourné, Le Jeu de Criquet, Présentiment et The River Bank (Ophelia) (en).

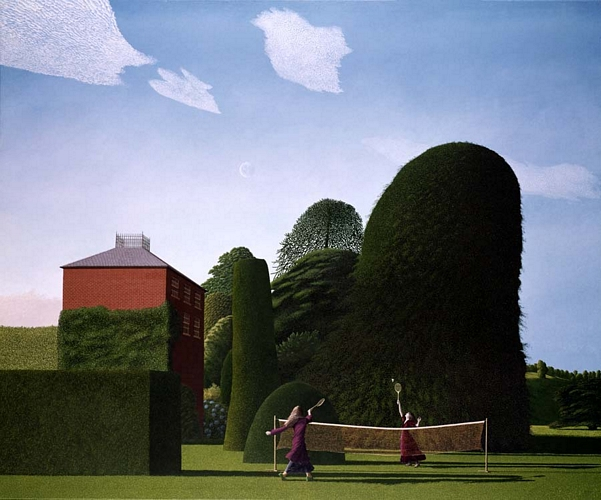
The Badminton Game, 1972-73, par David Inshaw

## Carrière
David Inshaw a étudié à la Beckenham School of Art entre 1959 et 1963 et à la Royal Academy Schools de 1963 à 1966. Un poste d’enseignement au West of England College of Art, à Bristol, entre 1966 et 1975, a été suivi d’une bourse de deux ans en Art créatifs au Trinity College, à Cambridge, entre 1975 et 1977. Inshaw déménage ensuite à Devizes, en 1971 et fonde la Broadheath Brotherhood avec Graham et Ann Arnold en 1972. Les trois artistes ont été rejoints par Peter Blake, Jann Haworth, et Graham et Annie Ovenden en 1975, lorsque le groupe a été rebaptisé la Fraternité des ruralistes. Les Ruralistes ont exposé ensemble pour la première fois à la Royal Academy Summer Exhibition en 1976, et Inshaw a quitté le groupe sept ans plus tard, en 1983. Il a déménagé à Clyro près de Hay-on-Wye en 1989, mais est retourné à Devizes en 1995 où il vit depuis,.
Les peintures d’Inshaw sont conservées dans de nombreuses collections privées et publiques, dont le Conseil des Arts de Grande-Bretagne, le Bristol City Museum and Art Gallery, le British Council, la Royal West of England Academy, la Tate Britain et le Wiltshire Museum.

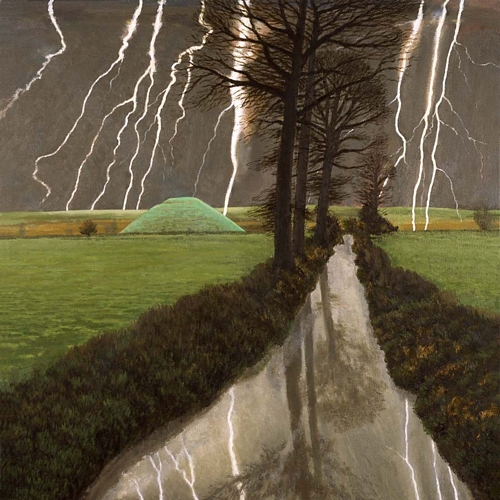
Storm over Silbury Hill, 2008, par David Inshaw

Un ouvrage important sur la vie et l’œuvre d’Inshaw a été publié en 2010, le site Web et la galerie en ligne de David Inshaw ont été lancés en 2011, et Inshaw a reçu un doctorat honorifique en lettres de l’Université de Durham en 2012. Une exposition de nouvelles peintures et The Badminton Game a eu lieu à la Fine Art Society de Londres en 2013, avec une deuxième exposition en 2015 qui coïncide avec une édition mise à jour du livre d’Andrew Lambirth sur l’artiste,. Bonjour Mr Inshaw est un recueil de poésie inspiré de l’art d’Inshaw écrit par Peter Robinson et illustré avec les œuvres de David.

## Expositions
- 1966: Young Contemporaries. RBA Galleries, Londres.
- 1969: David Inshaw. Arnolfini Gallery, Bristol.
- 1972: David Inshaw: Recent Paintings and Prints. Arnolfini Gallery, Bristol.
- 1973: Summer Studio. Institute of Contemporary Arts, Londres.
- 1975: David Inshaw: Paintings, Collages, Pastels and Drawings. Waddington Galleries, Londres.
- 1976: The Brotherhood of Ruralists. Royal Academy Summer Exhibition, Londres.
- 1977: David Inshaw: Paintings and Drawings. Trinity College, Cambridge.
- 1978: David Inshaw. Brighton Museum & Art Gallery, Sussex.
- 1980: David Inshaw. Waddington Galleries, Londres.
- 1983: The Definitive Nude. Tate Gallery, Londres.
- 1984: David Inshaw. Waddington Galleries, Londres.
- 1987: David Inshaw. Nishimura Gallery, Tokyo, Japon.
- 1989: David Inshaw. Waddington Galleries, Londres.
- 1995: David Inshaw: Recent Paintings and Drawings. Theo Waddington Fine Art, Londres.
- 1996: David Inshaw. Annandale Gallery, Sydney, Australia.
- 1998: David Inshaw: Recent Paintings. Theo Waddington Fine Art, Londres.
- 2003: Friends and Influences. Royal West of England Academy, Bristol.
- 2004: Art of the Garden. Tate Britain, Londres.
- 2004: David Inshaw: Moments of Vision (Between Fantasy and Reality). Agnew's, Londres.
- 2005: David Inshaw: Paintings from 1965 to 2005. Narborough Hall, Norfolk.
- 2007: David Inshaw: West Bay Beatitudes. Sladers Yard, West Bay, Dorset.
- 2008: David Inshaw: Between Dreaming and Waking. The Millinery Works, Londres.
- 2013: Paintings by David Inshaw. The Fine Art Society, Londres.
- 2013: David Inshaw: Recent Paintings. Sladers Yard, West Bay, Dorset.
- 2015: David Inshaw: New Paintings. The Fine Art Society, Londres.
- 2019: David Inshaw: Looking Back, Looking Forward. The Saatchi Gallery, Londres.
- 2019: David Inshaw: A Vision of Landscape. The Redfern Gallery, Londres.

## Filmographie
- 1974: Private Landscapes, documentaire de la BBC produit par John Carlaw et réalisé par Keith Shearer.
- 1977: Summer with the Brotherhood, documentaire de la BBC produit et réalisé par John Read.
- 1984: Between Dreaming and Waking, film produit pour la série Arena réalisé par Geoffrey Haydon.
- 2005: The Mystical West, épisode 6 de la série A Picture of Britain, présentée par David Dimbleby.
- 2011: Hidden Paintings of the West, un documentaire de la BBC centré sur The Badminton Game, présenté par Laurence Llewelyn-Bowen.